# Jules Pecher
Jules Romain Pecher (Antwerpen, 4 januari 1830 – Brasschaat, 19 juni 1899), was een Antwerps kunstschilder en beeldhouwer van historische en religieuze werken.

## Biografie
Van 1843 tot 1848 volgde Pecher tekenles aan de Antwerpse Academie voor Schone Kunsten. Hij kreeg er onderricht van Édouard Dujardin en Jan Antoon Verschaeren. Hij toonde een sterke interesse in religieuze schilderkunst. Hij maakte daarom onder meer schilderijen van heiligen voor de Antwerpse kerken Saint-André, Saint-Paul en de kerk van Berchem.
In 1857 won hij de gouden medaille op het Salon van Brussel voor zijn werk De Maagd van de schipbreukelingen. Dit werk werd aangekocht door de Belgische overheid. Nadien werkte hij in Parijs in het atelier van Thomas Couture. In deze periode raakte hij bevriend met de toen nog onbekende August Rodin.
Hij keerde in 1863 terug naar Antwerpen en trouwde er met één van zijn nichten, de dochter van Adolphe Pecher uit Bergen. De onverwachte dood van zijn vrouw beïnvloedde de roeping van Pecher. De uitvoering van haar grafbuste vertrouwde hij toe aan zijn vriend Jacques de Braeckeleer.
In 1896 werd hij corresponderend lid van de Koninklijke Academie van België, een vereniging van de beste Belgische kunstenaars en wetenschappers.
op 18 juni 1899 overleed Jules Pecher te Brasschaat. Hij werd begraven op de stedelijke begraafplaats Kielkerkhof.

## Werken
- grafmonument Karel Verlat
- grafmonument Hendrik Lenaerts
- borstbeelden van de Antwerpse schilders Peter Paul Rubens, Henri Leys en Jozef Van Lerius
- beeldhouwwerk De Griekse kunst, in een gevel van de Beeldhouwersstraat te Antwerpen
- borstbeeld van de tenor Ernest Van Dijck

- beelden boven de hoofdingang van de voormalige National Bank van België, Frankrijklei 166, 2000 Antwerpen
- standbeeld van Jordaens, Oever 13, 2000 Antwerpen
- het verloren Loosmonument voor Antwerps burgemeester Jan Frans Loos in samenwerking met August Rodin voor de vier zittende figuren
- beeldhouwwerk van Cornelis Floris de Vriendt op de Brusselse Kleine Zavel.

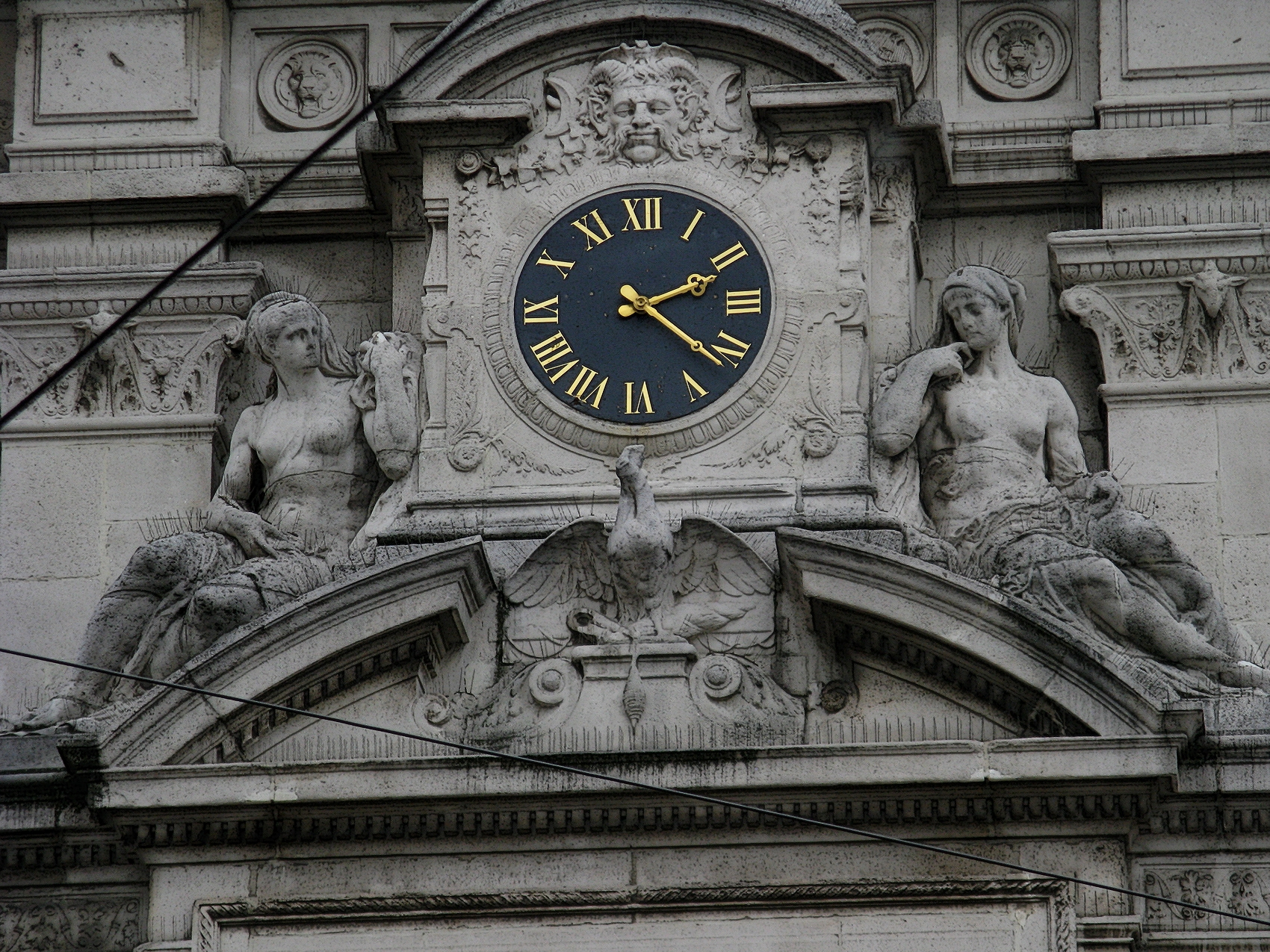
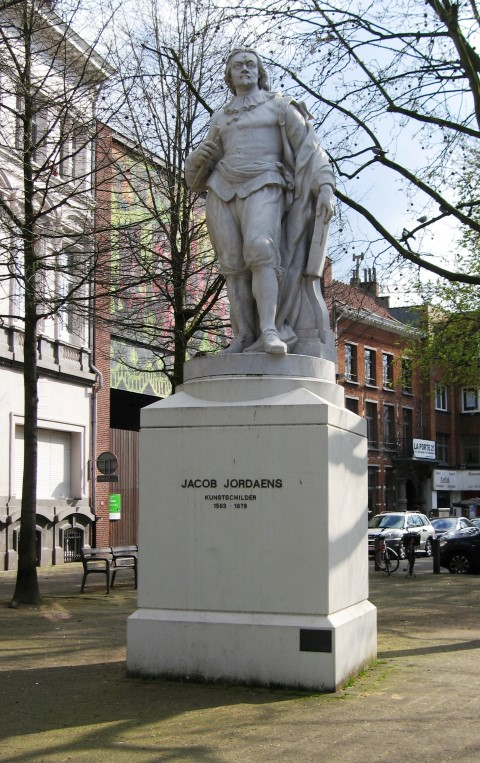
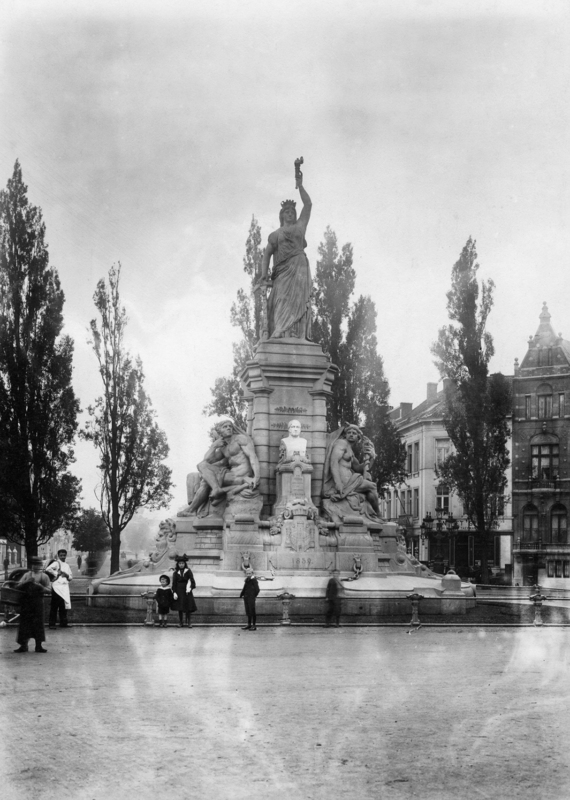
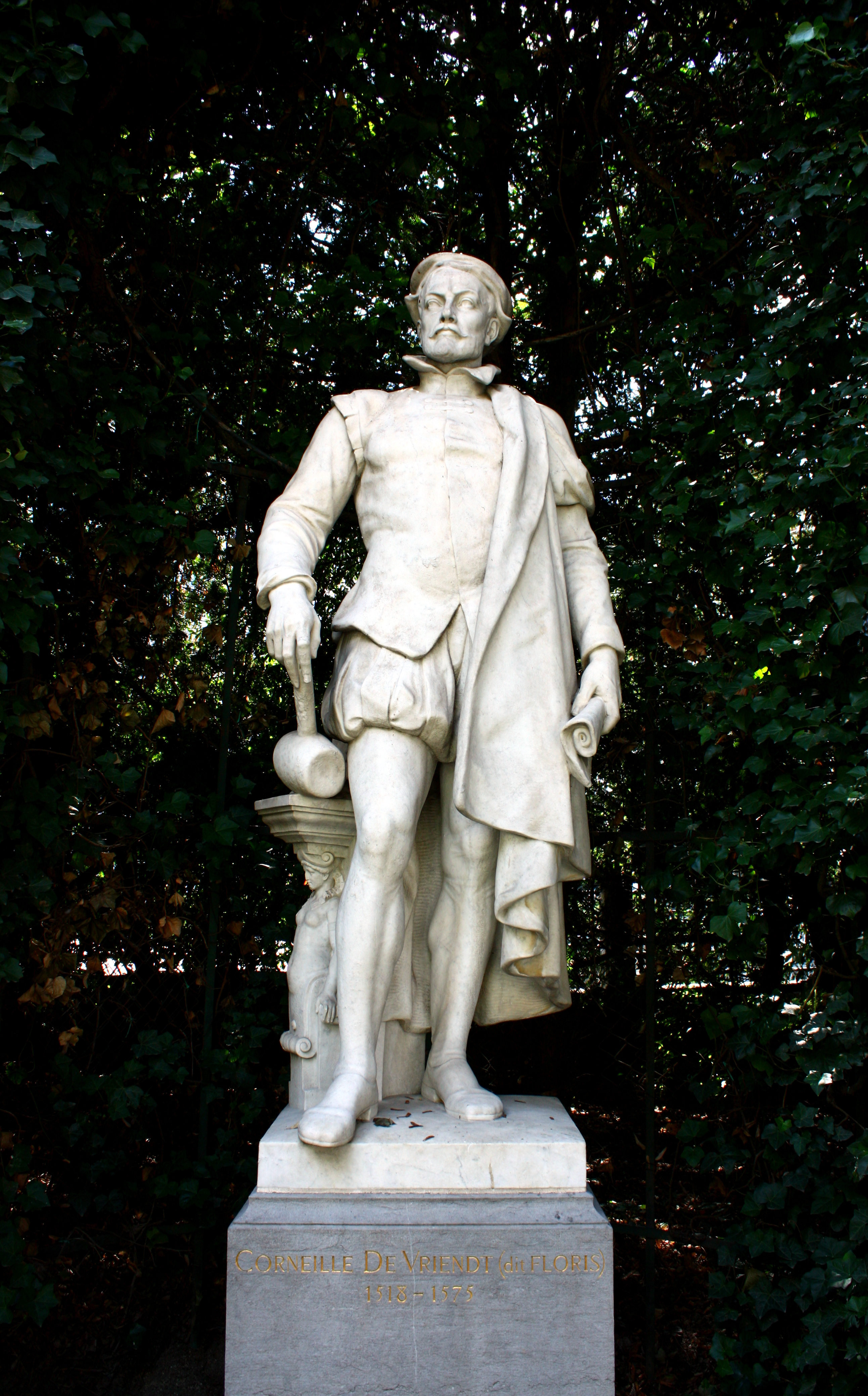